# Alexandre d'Apamea
Alexandre d'Apamea fou bisbe d'aquesta ciutat. Joan I d'Antioquia el va enviar al concili d'Efes el 431. Un carta seva en llatí s'ha conservat i és publicada a la Nova Collectio Conciliorum